# 우르슈카 졸니르
우르슈카 졸니르(슬로베니아어: Urška Žolnir, 1981년 10월 9일~)는 슬로베니아의 유도 선수로 올림픽에서 금메달을 획득한 최초의 슬로베니아 여자 선수이다. 2004년 하계 올림픽 여자 하프미들급에서 동메달을 획득했고 2012년 하계 올림픽에서 여자 하프미들급 금메달을 획득했다.

## 경력
슬로베니아의 첼레에서 태어났다. 어린 시절에는 피아노 연주자를 지망했으며 10세때 유도에 입문했다.
1997년 슬로베니아 주니어 국가대표 선수로 발탁되었으며 그 해 11월 슬로베니아 류블랴나에서 열린 유럽 주니어 선수권 대회에 참가했다. 그녀는 이 대회에서 러시아의 올가 포즈드니셰바를 꺾고 우승을 차지했다.
2004년 그리스 아테네에서 열린 2004년 하계 올림픽때 하프 미들급 부문에서 동메달을 획득하고, 2012년 하계 올림픽때 같은 부문에서 금메달을 획득하였다.
2008년 베이징에서 열린 2008년 하계 올림픽에서 슬로베니아 선수단의 기수를 맡았다.